# Acer
|  | Aquest article tracta sobre el material fèrric. Vegeu-ne altres significats a «Acer (desambiguació)». |

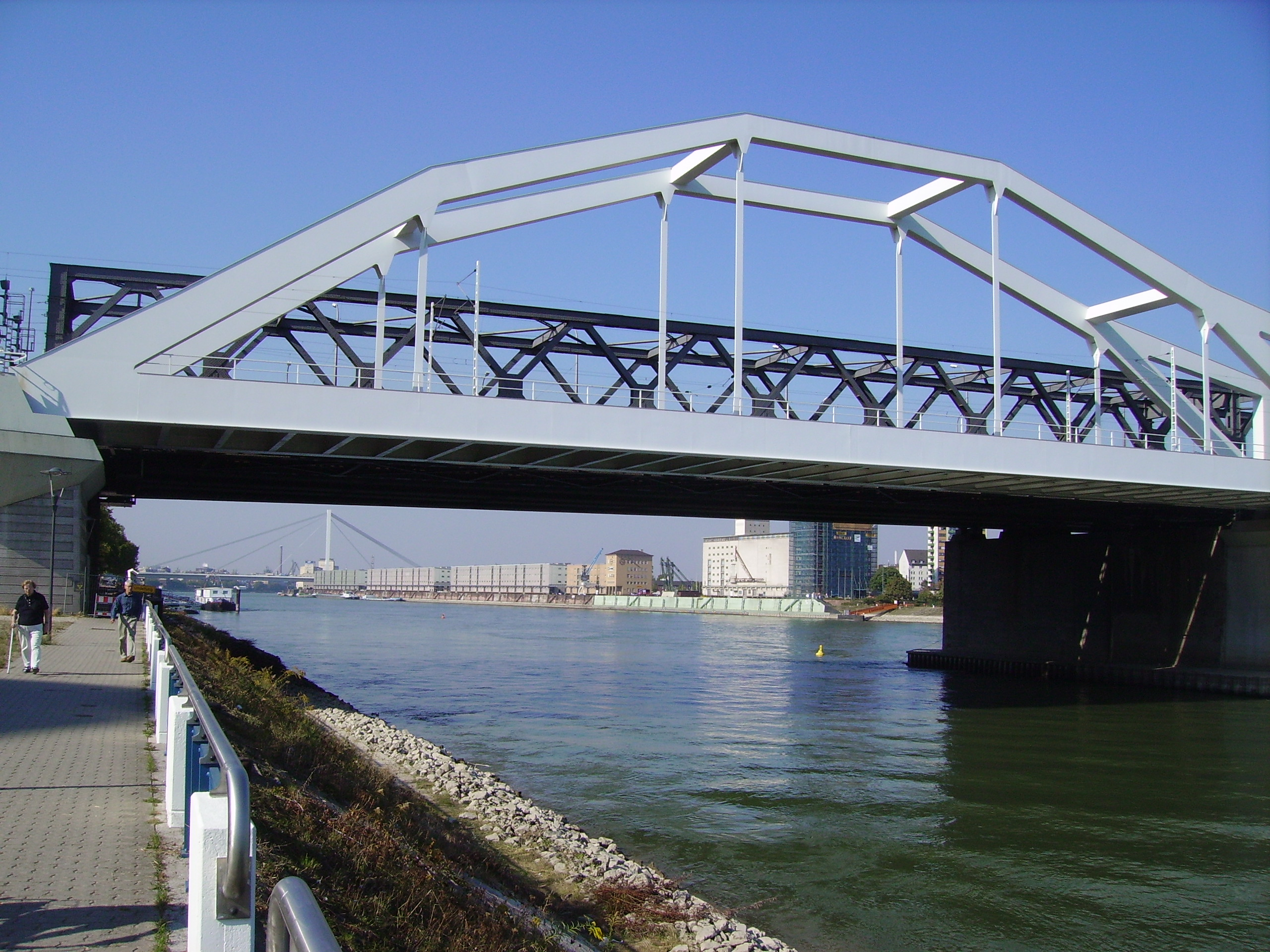
Pont d'acer

L'acer és un material metàl·lic format bàsicament per un aliatge de ferro, carboni i de vegades alguns additius. La quantitat de carboni no supera l'1,76% en pes del total de ferro i carboni, i els percentatges habituals són entre 0,2% i 0,3%.
El ferro pur és un metall molt dúctil però de baixa resistència. El carboni li confereix duresa i resistència. En funció del percentatge de carboni s'obtenen diferents tipus d'acer, és a dir, un acer amb molt carboni serà un acer molt resistent i molt dur, però també molt fràgil, i un acer amb poc carboni serà poc resistent i poc dur, però amb menys fragilitat.
Percentatges majors que el 2,0% i fins al 4% de carboni donen lloc a foses trencadisses que no es poden forjar. Aquesta circumstància, però, se circumscriu als acers al carboni en els quals aquest últim és l'únic element aliable o els altres presents ho estan en quantitats molt petites, ja que de fet hi ha multitud de tipus d'acer amb composicions molt diverses que reben denominacions específiques en virtut ja sigui dels elements que predominen en la seva composició (acers al silici), de la seva susceptibilitat a certs tractaments (acers de cimentació), d'alguna característica potenciada (acers inoxidables) i fins i tot en funció del seu ús (acers estructurals). Normalment aquests aliatges de ferro s'engloben sota la denominació genèrica d'acers especials, raó per la qual aquí s'ha adoptat la definició dels comuns o «al carboni», que, a més de ser els primers fabricats i els més emprats (aproximadament el 90% de l'acer comercialitzat és «al carboni») serveixen de base per als altres. Aquesta gran varietat d'acers va portar a William Siemens a definir l'acer com «un compost de ferro i una altra substància que n'augmenta la resistència».
Per la varietat ja apuntada i per la seva disponibilitat –els seus dos elements primordials abunden en la naturalesa, cosa que la seva producció en quantitats industrials–, els acers són els aliatges més utilitzats en la construcció de maquinària, eines, edificis i obres públiques, i han contribuït a l'alt nivell de desenvolupament tecnològic de les societats industrialitzades. Tanmateix, en certs sectors com la construcció aeronàutica, l'acer gairebé no s'utilitza a causa del fet que és un material molt dens, gairebé tres vegades més dens que l'alumini (7.850 kg/m³ de densitat enfront dels 2.700 kg/m³ de l'alumini).

## Història

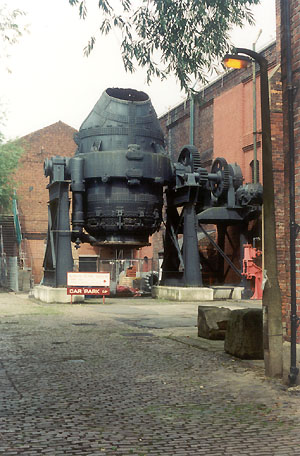
Històric forn Bessemer

Encara que no es tenen dades precises de la data en què es va descobrir la tècnica de fondre mineral de ferro per a produir un metall susceptible de ser utilitzat, els primers estris d'aquest metall descoberts pels arqueòlegs a Egipte daten de l'any 3000 aC. També se sap que abans d'aquesta època s'empraven adorns de ferro.
L'acer era conegut en l'antiguitat, i potser podria haver estat produït pel mètode de boomery –fosa de ferro i els seus òxids en una xemeneia de pedra o altres materials naturals resistents a la calor, i en el qual es bufa aire–, perquè el seu producte, una massa porosa de ferro (bloom) contingui carboni. Alguns dels primers acers provenen de l'Est d'Àfrica, datats cap al 1400 aC. Al segle iv aC armes com la falcata van ser produïdes a la península Ibèrica.
L'Antiga Xina de la dinastia Han, entre el 202 aC i el 220 dC, va crear acer en fondre ferro forjat juntament amb ferro colat, obtenint així el millor producte de carbó intermedi, l'acer, al voltant del segle i aC. Juntament amb els seus mètodes originals de forjar acer, els xinesos també van adoptar els mètodes de producció per a la creació d'acer wootz, una idea importada de l'Índia a la Xina cap al segle v.
L'acer wootz va ser produït a l'Índia i Sri Lanka des d'aproximadament l'any 300 aC. Aquest primerenc mètode utilitzava un forn de vent, impulsat pels vents dels monsons.
També conegut com a acer Damasc, l'acer wootz és famós per la seva durabilitat i capacitat de mantenir un tall. Originalment va ser creat d'un nombre diferent de materials, incloent-hi traces d'altres elements en concentracions menors a 1000 parts per milió o 0,1% de la composició de la roca. Era essencialment un complicat aliatge amb ferro com el seu principal component. Estudis recents han suggerit que en la seva estructura s'incloïen nanotubs de carboni, la qual cosa potser explica algunes de les seves qualitats llegendàries, encara que tenint en compte la tecnologia disponible en aquell moment van ser probablement produïts més per casualitat que per disseny. L'acer crucible (crucible steel), basat en diferents tècniques de produir aliatges d'acer emprant calor lenta i refredant ferro pur i carbó, va ser produït a Merv entre el segle ix i el segle x.
A la Xina, sota la dinastia Song del segle xi, hi ha proves de la producció d'acer emprant dues tècniques: una d'un mètode "berganesc" que produïa un acer de qualitat inferior perquè no era homogeni, i un precursor del modern mètode Bessemer, el qual utilitzava una descarbonització mitjançant repetits forjats sota sobtats refredaments (cold blast).

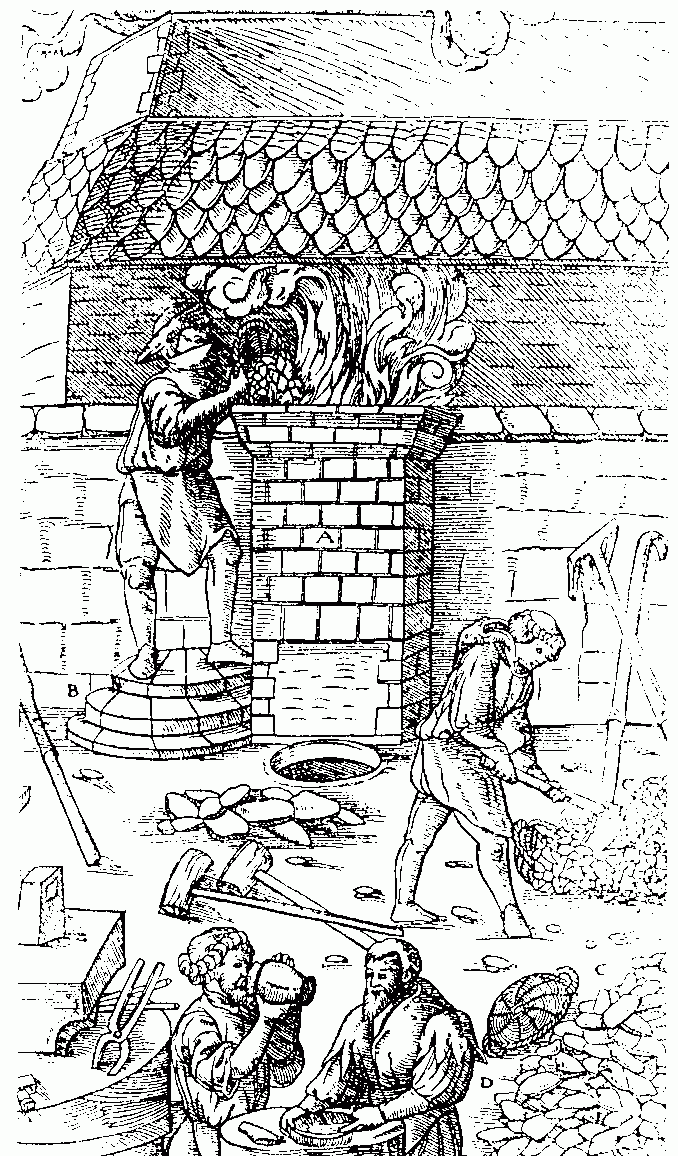
Gravat que mostra el treball en una farga a l'edat mitjana

El ferro per a ús industrial va ser descobert cap a l'any 1500 aC, a Medzamor, prop d'Erevan, capital d'Armènia i de la muntanya Ararat. La tecnologia del ferro es va mantenir molt de temps en secret, i només es difongué extensament cap a l'any 1200 aC. Els artesans del ferro van aprendre a fabricar acer escalfant ferro forjat i carbó vegetal en recipients d'argila durant diversos dies, amb la qual cosa el ferro absorbia prou carboni per convertir-se en acer autèntic.
Les característiques conferides pel tremp no consta que fossin conegudes fins a l'edat mitjana, i fins a l'any 1740 no es va produir el que avui dia anomenem acer. Els mètodes antics per a la fabricació de l'acer consistien a obtenir ferro dolç al forn, amb carbó vegetal i tir d'aire. Una posterior expulsió de les escòries per martelleig i carburació del ferro dolç per ciment. Després es va perfeccionar la cimentació fonent l'acer cimentat en gresols d'argila i a Sheffield (Anglaterra) es van obtenir, a partir de 1740, acers de gresol.
Fou Benjamin Huntsman qui va desenvolupar un procediment per fondre ferro forjat amb carboni, amb el qual va obtenir el primer acer conegut. El 1856 Sir Henry Bessemer, va fer possible la fabricació d'acer en grans quantitats, però el seu procediment ha caigut en desús, perquè només podia utilitzar ferro que contingués fòsfor i sofre en petites proporcions. En 1857 Sir William Siemens va idear un altre procediment de fabricació industrial de l'acer, que en l'actualitat ha caigut en desús, el procés Martin Siemens, per descarburació de la fosa de ferro dolç i òxid de ferro, escalfant amb oli, gas de coc, o una barreja de gas d'alt forn i de coc.
Siemens havia experimentat en 1878 amb l'electricitat per escalfar els forns d'acer, però va ser el metal·lúrgic Francès Paul Héroult, coinventor del mètode modern per fondre alumini, qui va iniciar el 1902 la producció comercial de l'acer en forns elèctrics d'arc. El mètode de Héroult consisteix a introduir en el forn ferralla d'acer de composició coneguda fent saltar un arc elèctric entre la ferralla i uns grans elèctrodes de carboni situats al sostre del forn.
El 1948 s'inventà el procés de l'oxigen bàsic LD. Després de la Segona Guerra Mundial es van iniciar experiments en diversos països amb oxigen pur en lloc d'aire per als processos de refinat de l'acer. L'èxit es va aconseguir a Àustria el 1948, quan una fàbrica d'acer situada prop de la ciutat de Linz, Donawitz, va desenvolupar el procés de l'oxigen bàsic o LD.
El 1950 s'aplicà el procés de colada contínua que s'usa quan es vol produir perfils laminats d'acer de secció constant i en grans quantitats. El procés consisteix a col·locar sota un gresol un motlle amb la forma pretesa, i amb una vàlvula es pot anar dosificant el material fos que va al motlle. El material fos passa pel motlle per gravetat i es va refredant amb un sistema d'aigua; com a conseqüència, es torna pastós i adquireix la forma del motlle. Posteriorment el material és conformat amb una sèrie de rodets que al mateix temps l'arrosseguen cap a la part exterior del sistema. Una vegada conformat el material amb la forma necessària i amb la longitud adequada, es talla i emmagatzema. Actualment s'utilitzen alguns metalls i metal·loides en forma de ferroaleacions, que units a l'acer li proporcionen excel·lents qualitats de duresa i resistència mecànica.
El procés de fabricació de l'acer es completa mitjançant l'anomenada metal·lúrgia secundària. En aquesta etapa es donen a l'acer líquid les propietats químiques, temperatura, contingut de gasos, nivell d'inclusions i impureses desitjats. La unitat més comuna de metal·lúrgia secundària és el forn cullera. L'acer aquí produït està llest per ser posteriorment colat, en forma convencional o en colada contínua.
L'ús intensiu que té i ha tingut l'acer per a la construcció d'estructures metàl·liques ha conegut grans èxits i rotunds fracassos que almenys han permès l'avanç de la ciència de materials. Així, el 7 de novembre de 1940 el món va assistir al col·lapse del pont Tacoma Narrows en entrar en ressonància amb el vent. Ja durant els primers anys de la Revolució Industrial es van produir trencaments prematurs d'eixos de tren que van portar a William Rankine a postular la fatiga de materials, i durant la Segona Guerra Mundial es van produir alguns enfonsaments imprevistos dels vaixells de càrrega nord-americans Liberty en trencar de manera fràgil l'acer davant la combinació de baixes temperatures, estat de traccions triaxials (per mal disseny de les soldadures) i càrregues dinàmiques.
En moltes regions del món l'acer és de gran importància per a la dinàmica de la població, indústria i comerç.

## Característiques mecàniques i tecnològiques de l'acer

Representació del vinclament sota l'acció d'una força exercida sobre una biga d'acer

Encara que és difícil establir les propietats físiques i mecàniques de l'acer, ja que aquestes varien amb els ajustaments en la seva composició i els diversos tractaments tèrmics, químics o mecànics, amb els quals es poden aconseguir acers amb combinacions de característiques adequades per a infinitat d'aplicacions, se'n poden citar algunes propietats genèriques: 
- La seva densitat mitjana és de 7.850 kg/m³.
- En funció de la temperatura de l'acer es pot contraure, dilatar o fondre.
- El punt de fusió de l'acer depèn del tipus d'aliatge i els percentatges d'elements aliables. El del seu component principal, el ferro és d'aproximadament 1510 °C en estat pur (sense aliar), però l'acer presenta freqüentment temperatures de fusió al voltant de 1375 °C, i en general la temperatura necessària per a la fusió augmenta a mesura que es fon (excepte els aliatges eutèctics que fonen de cop). D'altra banda l'acer ràpid fon a 1650 °C.[16]
- El seu punt d'ebullició és de voltant de 3000 °C.[16]
- És un material molt tenaç, especialment en algun dels aliatges utilitzats per fabricar eines.
- Relativament dúctil. Amb ell s'obtenen fils prims anomenats filferros.
- És mal·leable. Es poden obtenir làmines primes anomenades llauna. La llauna és una làmina d'acer, d'entre 0,5 i 0,12 mm de gruix, recoberta, generalment de forma electrolítica, per estany.
- Permet una bona mecanització a màquines eines abans de rebre un tractament tèrmic.
- Algunes composicions i formes de l'acer mantenen major memòria, i es deformen en sobrepassar el seu límit elàstic.
- La duresa dels acers varia entre la del ferro i la que es pot aconseguir mitjançant el seu aliatge o altres procediments tèrmics o químics entre els quals potser el més conegut sigui el tremp, aplicable a acers amb alt contingut en carboni, que permet, quan és superficial, conservar un nucli tenaç en la peça que eviti fractures fràgils. Acers típics amb un alt grau de duresa superficial són els que s'utilitzen en les eines de mecanitzat, anomenats acers ràpids que contenen quantitats significatives de crom, wolframi, molibdè i vanadi. Els assaigs tecnològics per mesurar la duresa són Brinell, Vickers i Rockwell, entre d'altres.
- Es pot soldar amb facilitat.
- La corrosió és el desavantatge dels acers, ja que el ferro es rovella amb molta facilitat incrementant el seu volum i provocant esquerdes superficials que possibiliten el progrés de l'oxidació fins que es consumeix la peça per complet. Tradicionalment els acers s'han anat protegint mitjançant tractaments superficials diversos. Si bé existeixen aliatges amb resistència a la corrosió millorada com els acers de construcció «corten» aptes per intempèrie (en certs ambients) o els acers inoxidables.
- Té una alta conductivitat elèctrica. Encara que depèn de la seva composició és aproximadament de[17] 3·10 ⁶ S / m. En les línies aèries d'alta tensió s'utilitzen amb freqüència conductors d'alumini amb ànima d'acer proporcionant aquest últim la resistència mecànica necessària per incrementar la distància entre torres i optimitzar el cost de la instal·lació.
- S'utilitza per a la fabricació d'imants permanents artificials, ja que una peça d'acer imantada no perd la seva imantació si no se l'escalfa fins a certa temperatura. La magnetització artificial es fa per contacte, inducció o mitjançant procediments elèctrics. En l'acer inoxidable ferrític si se li enganxa l'imant, però a l'acer inoxidable austenític no se li enganxa l'imant, ja que la fase del ferro coneguda com a austenita no és atreta pels imants. Els acers inoxidables contenen principalment níquel i crom en percentatges de l'ordre del 10% més d'alguns elements aliables en menor proporció.
- Un augment de la temperatura en un element d'acer provoca un augment en la longitud d'aquest. Aquest augment en la longitud pot valorar per l'expressió: δL = α δ t ° L, essent α el coeficient de dilatació, que per l'acer val aproximadament 1,2 • 10  -5  (és a dir α = 0,000012). Si hi ha llibertat de dilatació no es plantegen grans problemes subsidiaris, però si aquesta dilatació està impedida en major o menor grau per la resta dels components de l'estructura, apareixen esforços complementaris que cal tenir presents. L'acer es dilata i es contreu segons un coeficient de dilatació similar al coeficient de dilatació del formigó, per la qual cosa resulta molt útil el seu ús simultani en la construcció, formant un material compost que s'anomena formigó armat.[18] L'acer dona una falsa sensació de seguretat en ser incombustible, però les seves propietats mecàniques fonamentals es veuen greument afectades per les altes temperatures que poden assolir els perfils en el transcurs d'un incendi.

## Normalització de les diferents classes d'acer

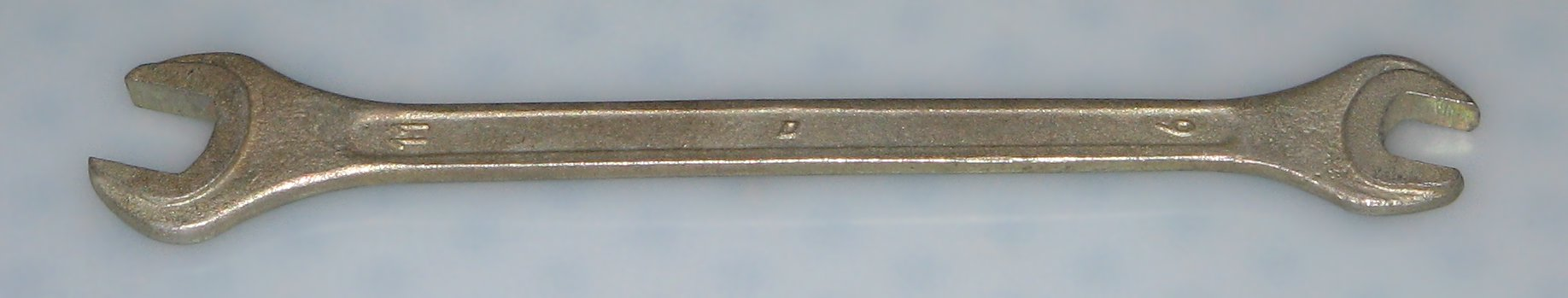
Clau d'acer aliat per a eines o «acer al crom-vanadi»

Com existeix una varietat molt gran de classes d'acer diferents que es poden produir en funció dels elements aliables que constitueixin l'aliatge, s'ha imposat, a cada país, cada fabricant d'acer, i en molts casos en els majors consumidors d'acers, unes Normes que regulen la composició dels acers i les prestacions d'aquests.
Per exemple a Espanya actualment estan regulats per la norma UNE-EN 10020: 2001 i antigament estaven regulades per la norma UNE-36010, ambdues editades per AENOR.
Existeixen altres normes reguladores de l'acer, com la classificació d'AISI (de fa 70 anys, i d'ús molt més extens internacionalment), ASTM, DIN, o l'ISO 3506.

## Formació de l'acer. Diagrama ferro-carboni (Fe-C)
| Fases de l'aliatge de ferro - carboni |
| --- |
| Austenita (ferro-ɣ. dur) Ferrita (ferro-α. tou) Cementita (carbur de ferro. Fe ₃ C) Perlita (88% ferrita, 12% cementita) Ledeburita (ferrita - cementita eutectica, 4,3% carboni) Bainita Martensita |
| Tipus d'acer |
| Acer al carboni (0,03-2,1% C) Acer corten (per intempèrie) Acer inoxidable (aliat amb crom) Acer microaliat («HSLA», baix aliatge, alta resistència) Acer ràpid (molt dur, tractament tèrmic) |
| Noms de l'acer al carboni segons aliatge |
| acer extra dolç (del 0,05 al 0,15% C) acer dolç (del 0,15 al 0,30% C) acer mig dolç (del 0,30 al 0,40% C) acer mig dur (del 0,40 al 0,60% C) acer dur (del 0,60 al 0,70% C) acer dur tenaç (del 0,70 al 0,85% C) acer extra dur (del 0,85 a l'1,20% C) acer salvatge (de l'1,20 a l'1,70% C) Fosa nodular (grafit esferoidal) |

En el diagrama ferro-carboni o de fases es representen les transformacions que pateixen els acers al carboni amb la temperatura, admetent que l'escalfament (o refredament) del material es fa molt lentament, de manera que els processos de difusió (homogeneïtzació) tenen temps per completar-se totalment. Aquest diagrama s'obté experimentalment identificant els punts crítics, temperatures a les quals es produeixen les successives transformacions, per mètodes diversos.

### Microconstituents
El ferro pur presenta tres estats al·lotròpics a mesura que s'incrementa la temperatura des de l'ambient:
- Fins als 911 °C, el ferro ordinari, cristal·litza en el sistema cúbic centrat en el cos (BCC) i rep la denominació de ferro α o Ferrita. És un material dúctil i mal·leable responsable de la bona forjabilitat dels aliatges amb baix contingut en carboni i és ferromagnètic fins als 770 °C (temperatura de Curie a la qual perd aquesta qualitat). La ferrita pot dissoldre molt petites quantitats de carboni.
- Entre 911 i 1400 °C cristal·litza en el sistema cúbic centrat en les cares (FCC) i rep la denominació de ferro γ o austenita. Donada la seva major compacitat l'austenita es deforma amb major facilitat i és paramagnètica.
- Entre 1400 i 1538 °C cristal·litza de nou en el sistema cúbic centrat en el cos i rep la denominació de ferro δ que és en essència el mateix ferro alfa però amb paràmetre de xarxa més gran per efecte de la temperatura.

A major temperatura el ferro es troba en estat líquid.
Si s'afegeix carboni al ferro, els seus àtoms podrien situar simplement en els intersticis de la xarxa cristal·lina d'aquest últim, però en els acers apareix combinat formant carbur de ferro (Fe ₃ C), és a dir, un compost químic definit i que rep la denominació de cementita de manera que els acers al carboni estan constituïts realment per ferrita i cementita.

### Transformació de l'austenita

Zona dels acers (fins a 2% de carboni) del diagrama d'equilibri metaestables ferro-carboni. Atès que en els acers al carboni es troba formant carbur de ferro s'han inclòs en abscisses les escales dels percentatges en pes de carboni i de carbur de ferro (en blau)

El diagrama de fases Fe-C mostra dues composicions singulars: 
- Un eutèctic (composició per la qual el punt de fusió és mínim) que s'anomena ledeburita i conté un 4,3% de carboni (64,5% de cementita). La ledeburita apareix entre els constituents de l'aliatge quan el contingut en carboni supera el 2% (regió del diagrama no mostrada) i és la responsable de la mala forjabilitat de l'aliatge marcant la frontera entre els acers amb menys del 2% C (forjables) i les foses amb percentatges de carboni superiors (no forjables i fabricades per emmotllament). D'aquesta manera s'observa que per sobre de la temperatura crítica A ₃[nota 3] els acers estan constituïts només per austenita, una solució sòlida de carboni en ferro γ i la seva microestructura en condicions de refredament lent dependrà per tant de les transformacions que pateixi aquesta.
- Un eutectoide a la zona dels acers, equivalent a l'eutèctic però en estat sòlid, on la temperatura de transformació de l'austenita és mínima. L'eutectoide conté un 0,77% C (13,5% de cementita) i s'anomena perlita. Està constituït per capes alternes de ferrita i cementita, sent les seves propietats mecàniques intermèdies entre les de la ferrita i la cementita.

L'existència de l'eutectoide permet distingir dos tipus d'aliatges d'acer:
- Acers hipoeutectoides (<0,77% C). En refredar per sota de la temperatura crítica A₃ comença a precipitar la ferrita entre els grans (vidres) d'austenita i en arribar a la temperatura crítica A 1 l'austenita restant es transforma en perlita. S'obté per tant a temperatura ambient una estructura de cristalls de perlita embeguts en una matriu de ferrita.
- Acers hipereutectoides (> 0,77% C). En refredar per sota de la temperatura crítica es precipita el carbur de ferro resultant a temperatura ambient cristalls de perlita embeguts en una matriu de cementita.

### Altres microconstituents
Les microestructures bàsiques descrites (perlita) són les obtingudes refredant lentament acers al carboni, però modificant les condicions de refredament (base dels tractaments tèrmics) és possible obtenir estructures cristal·lines diferents: 
- La martensita és el constituent típic dels acers temperats i s'obté de forma gairebé instantània en refredar ràpidament l'austenita. És una solució sobresaturada de carboni en ferro alfa amb tendència, com més gran és el carboni, a la substitució de l'estructura cúbica centrada en el cos per tetragonal centrada en el cos. Després de la cementita (i els carburs d'altres metalls) és el constituent més dur dels acers.
- Velocitats intermèdies de refredament donen lloc a la bainita, estructura similar a la perlita formada per agulles de ferrita i cementita però de major ductilitat i resistència que aquella.
- També es pot obtenir austenita per refredament ràpid d'aliatges amb elements gammàgens (que afavoreixen l'estabilitat del ferro γ) com el níquel i el manganès, com és el cas per exemple dels acers inoxidables austenítics.

Antany es van identificar també la sorbita i la troostita que han resultat ser en realitat perlita de molt petita distància interlaminar pel que aquestes denominacions han caigut en desús.

## Altres elements en l'acer
Com a material d'aliatge per al ferro el carboni és l'element més interessant en la relació cost-efectivat, però també es fan servir altres elements d'aliatge com manganès, crom, vanadi i tungstè.

### Elements aliables de l'acer i millores obtingudes amb l'aliatge
Encara que la composició química de cada fabricant d'acers és gairebé secreta, certificant als seus clients només la resistència i duresa dels acers que produeixen, sí que es coneixen els compostos agregats i els seus percentatges admissibles.

- Alumini: s'empra com a element d'aliatge en els acers de nitruració, que sol tenir 1% aproximadament d'alumini. Com desoxidant se sol emprar freqüentment en la fabricació de molts acers. Tots els acers aliats en qualitat contenen alumini en percentatges molt petits, variables generalment des de 0,001 a 0,008%. També s'utilitza com a element desoxidant.
- Bor: en molt petites quantitats (del 0,001 al 0,0015%) aconsegueix augmentar la capacitat d'enduriment quan l'acer està totalment desoxidat, ja que es combina amb el carboni per formar carburs proporcionant un revestiment dur i millorant el tremp. És usat en acers de baix aliatge en aplicacions com fulles d'arada i filferros d'alta ductilitat i duresa superficial. Utilitzat també com a trampa de nitrogen, especialment en acers per trefilació, per obtenir valors de N menors a 80 ppm.

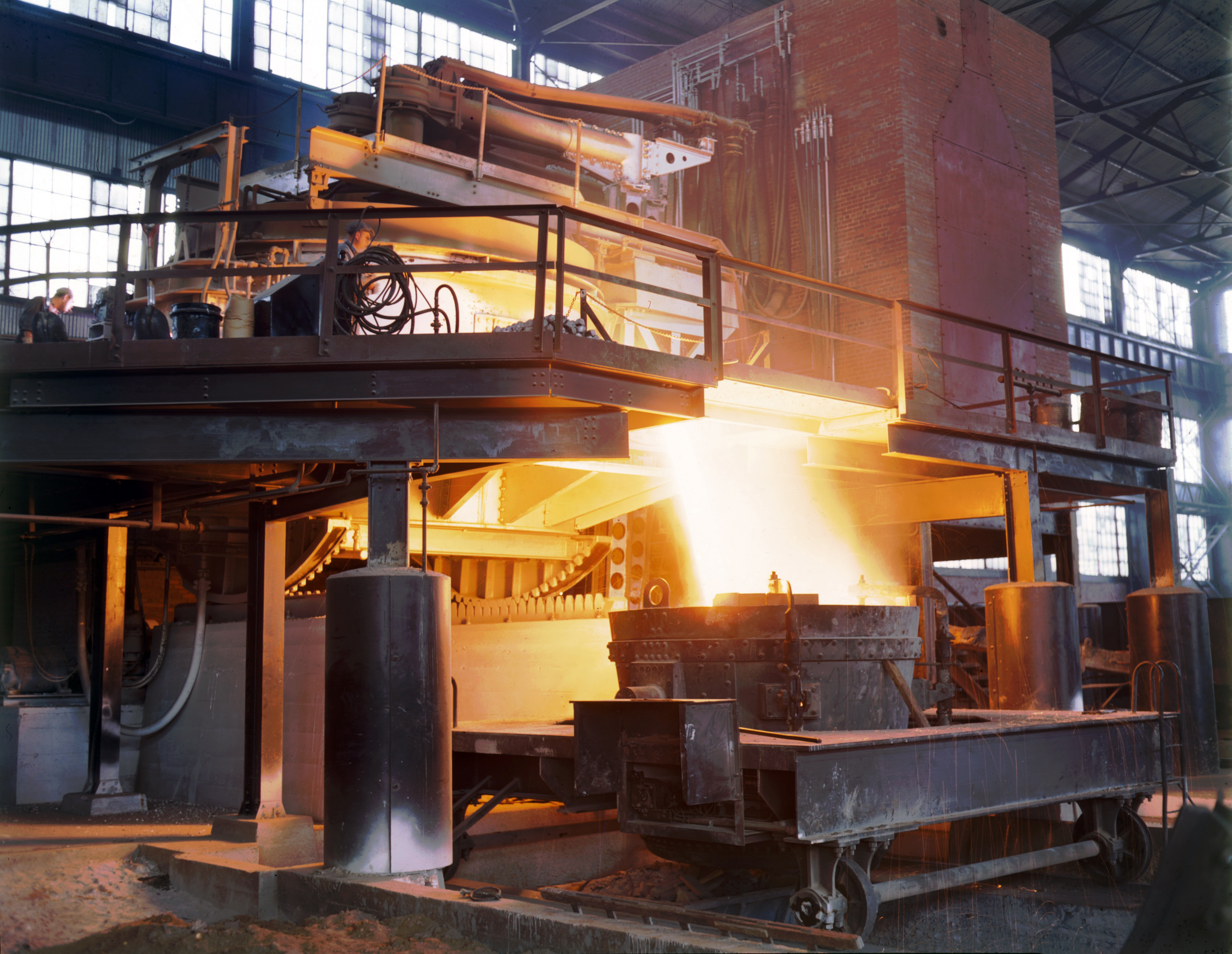
Foneries. Noteu la tonalitat de l'abocament.

- Cobalt: molt enduridor. Disminueix el tremp. Millora la duresa en calent. El cobalt és un element poc habitual en els acers. Es fa servir en els acers ràpids per a eines, augmenta la duresa de l'eina en calent. S'utilitza per acers refractaris. Augmenta les propietats magnètiques dels acers.
- Crom: és un dels elements especials més emprats per a la fabricació d'acers aliats, utilitzant indistintament en els acers de construcció, en els d'eines, en els inoxidables i els de resistència en calent. S'empra en quantitats diverses des de 0,30% a 30%, segons els casos i serveix per augmentar la duresa i la resistència a la tracció dels acers, impedeix les deformacions en el tremp, augmenta la resistència al desgast, l'inoxidable (amb concentracions superiors al 12%), etc. Forma carburs molt durs i comunica a l'acer més duresa, resistència i tenacitat a qualsevol temperatura. Sol o aliat amb altres elements, proporciona als acers característiques d'inoxidables i refractaris; també s'utilitza en revestiments embellidors o recobriments durs de gran resistència al desgast, com èmbols, eixos, etc.
- Estany: és l'element que s'utilitza per recobrir làmines molt primes d'acer que formen la llauna.
- Manganès: apareix pràcticament en tots els acers, ja que és un element d'addició per neutralitzar la perniciosa influència del sofre i l'oxigen, que sempre solen contenir els acers quan es troben en estat líquid en els forns durant els processos de fabricació. El manganès actua també com desoxidant i evita, en part, que en la solidificació de l'acer que es desprenguin gasos que donin lloc a porositats perjudicials al material. Si els acers no tinguessin manganès, no es podrien laminar ni forjar, perquè el sofre que sol trobar en major o menor quantitat en els acers, formarien sulfurs de ferro, que són cossos de molt baix punt de fusió (981 ° aprox.) que a les temperatures de treball en calent (forja o laminació) fonen, i al trobar contornejat els grans d'acer creen zones de debilitat i les peces i barres s'obren en aquestes operacions de transformació. Els acers ordinaris i els acers aliats en els quals el manganès no és element fonamental, solen contenir generalment percentatges de manganès variables de 0,30 a 0,80%.
- Molibdè: és un element habitual de l'acer i augmenta molt la profunditat d'enduriment d'acer, així com la seva tenacitat. Els acers inoxidables austenítics contenen molibdè per millorar la resistència a la corrosió.
- Nitrogen: s'agrega a alguns acers per promoure la formació d'austenita.
- Níquel: un dels majors avantatges que reporta l'ús del níquel, és evitar el creixement del gra en els tractaments tèrmics, el que serveix per produir en ells gran tenacitat. El níquel a més fa descendir els punts crítics i per això els tractaments es poden fer a temperatures lleugerament més baixes que la que correspon als acers ordinaris. Experimentalment s'observa que amb els acers aliats amb níquel s'obté per a una mateixa duresa, un límit d'elasticitat lleugerament més elevat i majors allargaments i resistències que amb els acers al carboni o de baix aliatge. En l'actualitat s'ha restringit molt el seu ús, però segueix sent un element d'aliatge indiscutible per als acers de construcció emprats en la fabricació de peces per a màquines i motors de gran responsabilitat, es destaquen sobretot en els acers crom-níquel i crom-níquel-molibdè. El níquel és un element d'extraordinària importància en la fabricació d'acers inoxidables i resistents a altes temperatures, en els que a més de crom s'empren percentatges de níquel variables de 8 a 20%. És el principal formador d'austenita, que augmenta la tenacitat i resistència a l'impacte. El níquel s'utilitza molt per produir acer inoxidable, perquè augmenta la resistència a la corrosió.
- Plom: el plom no es combina amb l'acer, es troba en ell en forma de petitíssims glòbuls, com si estigués emulsionat, cosa que afavoreix la fàcil mecanització per arrencada de ferritja (tornejat, raspallada, trepant, etc.), ja que el plom és un bon lubricant de tall, el percentatge oscil·la entre 0,15% i 0,30% havent de limitar el contingut de carboni a valors inferiors al 0,5% pel fet que dificulta el temperat i disminueix la tenacitat en calent. S'afegeix a alguns acers per millorar molt la màquina.
- Silici: augmenta moderadament el tremp. S'usa com a element desoxidant. Augmenta la resistència dels acers baixos en carboni.
- Titani: s'usa per estabilitzar i desoxidar l'acer, manté estables les propietats de l'acer a alta temperatura.
- Tungstè: també conegut com a wolframi. Forma amb el ferro carburs molt complexos estables i duríssims, suportant bé altes temperatures. En percentatges del 14 al 18%, proporciona acers ràpids amb els quals és possible triplicar la velocitat de tall dels acers al carboni per a eines.
- Vanadi: posseeix una enèrgica acció desoxidant i forma carburs complexos amb el ferro, que proporcionen a l'acer una bona resistència a la fatiga, tracció i poder tallant en els acers per eines.
- Zinc: és element clau per produir xapa d'acer galvanitzat.

Els percentatges de cadascun dels elements aliables que poden configurar un tipus determinat d'acer estan normalitzats.

### Impureses a l'acer
S'anomena impureses a tots els elements indesitjables en la composició dels acers. Es troben en els acers i també en les foses a conseqüència de què estan presents en els minerals o els combustibles. Es procura eliminar o reduir el seu contingut a causa del fet que són perjudicials per a les propietats de l'aliatge. En els casos en els quals eliminar-les resulti impossible o sigui massa costós, s'admet la seva presència en quantitats mínimes.
- Sofre: límit màxim aproximat: 0,04%. El sofre amb el ferro forma sulfur, el qual, conjuntament amb l'austenita, dona lloc a un eutèctic el punt de fusió és baix i que, per tant, apareix en vores de gra. Quan els lingots d'acer colat han de ser laminats en calent, aquest eutèctic es troba en estat líquid, la qual cosa provoca el desgranat del material.

Es controla la presència de sulfur mitjançant l'agregació de manganès. El manganès té major afinitat pel sofre que el ferro per la qual cosa en lloc de FeS es forma MnS que té alt punt de fusió i bones propietats plàstiques. El contingut de Mn ha de ser aproximadament cinc vegades la concentració de S perquè es produeixi la reacció.
El resultat final, un cop eliminats els gasos causants, és una fosa menys porosa i, per tant, de major qualitat.
Encara que es considera un element perjudicial, la seva presència és positiva per millorar la màquina en els processos de mecanitzat. Quan el percentatge de sofre és alt pot causar porus en la soldadura.
- Fòsfor: El fòsfor resulta perjudicial, ja sigui en dissoldre's en la ferrita, car disminueix la ductilitat, com també per formar FeP (fosfur de ferro). El fosfur de ferro, juntament amb l'austenita i la cementita, forma un eutèctic ternari denominat esteadita, el qual és summament fràgil i té punt de fusió relativament baix, per la qual cosa apareix en vores de gra, tramès al material seva fragilitat.

Encara que es considera un element perjudicial en els acers, perquè redueix la ductilitat i la tenacitat, fent trencadís, a vegades s'agrega per augmentar la resistència a la tensió i millorar la màquina.
El contingut màxim de la suma de les impureses de sofre i acer no pot superar el 0,1% per no augmentar la fragilitat de l'acer.

### Desgast
És la degradació física (pèrdua o guany de material, aparició d'esquerdes, deformació plàstica, canvis estructurals com transformació de fase o recristalització, fenòmens de corrosió, etc.) A causa del moviment entre la superfície d'un material sòlid i un o diversos elements de contacte.

## Tractaments de l'acer

### Tractaments superficials
Degut a la facilitat que té l'acer per oxidar quan entra en contacte amb l'atmosfera o amb l'aigua, és necessari i convenient protegir la superfície dels components d'acer per protegir de l'oxidació i corrosió. Molts tractaments superficials estan molt relacionats amb aspectes embellidors i decoratius dels metalls.
Els tractaments superficials més usats són els següents: 
- Zincat : tractament superficial antioxidant per procés electrolític al qual se sotmet a diferents components metàl·lics.
- Cromat : recobriment superficial per protegir de l'oxidació i embellir.
- Galvanitzat : tractament superficial que es dona a la xapa d'acer.
- Niquelat : bany de níquel amb què es protegeix un metall de l'oxidació.
- Pavonat : tractament superficial que es dona a peces petites d'acer, com els caragols.
- Pintura : usat especialment en estructures, automòbils, vaixells, etc.

### Tractaments tèrmics

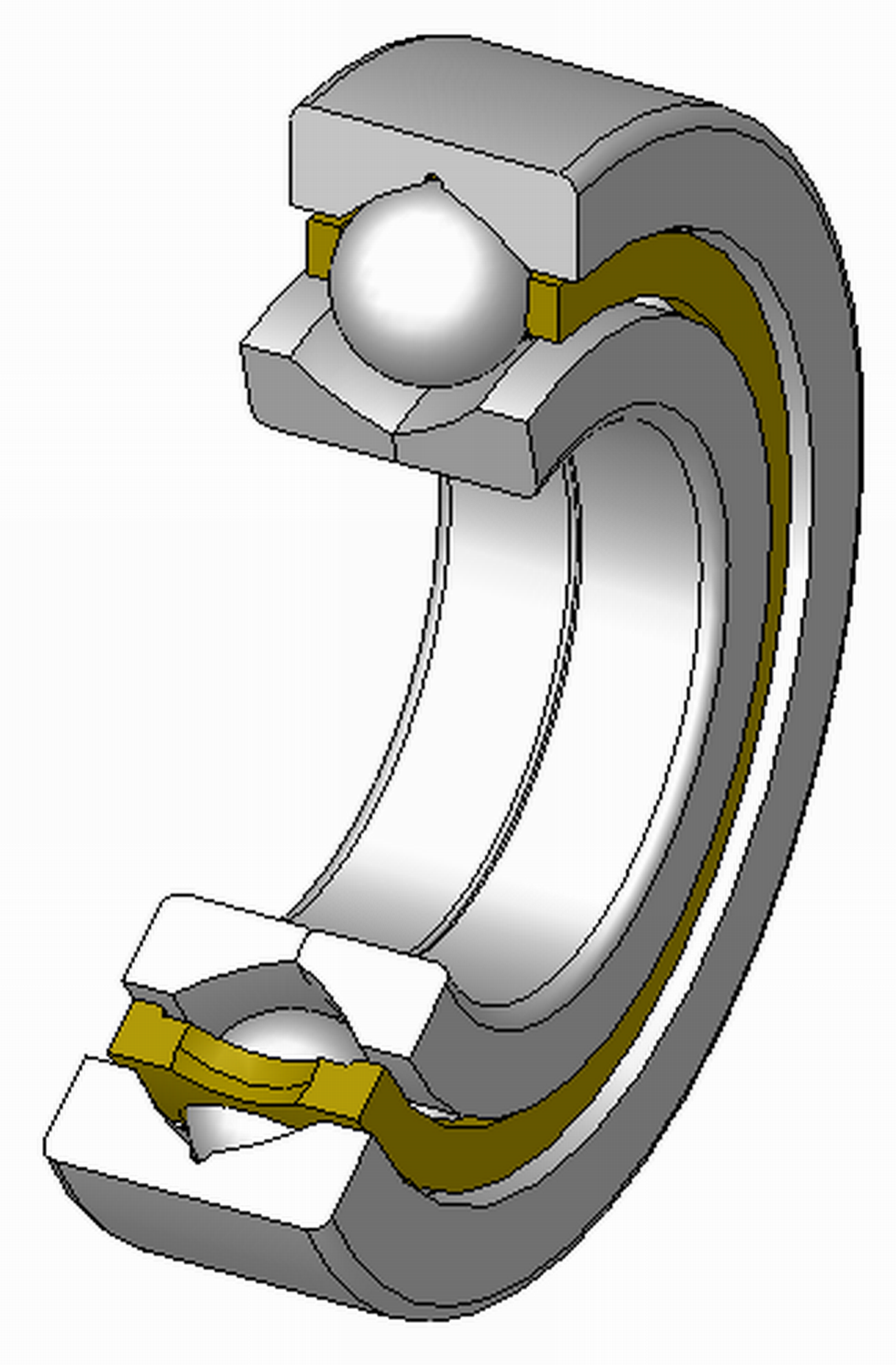
Rodament d'acer trempat.

Un procés de tractament tèrmic adequat permet augmentar significativament les propietats mecàniques de duresa, tenacitat i resistència mecànica de l'acer. Els tractaments tèrmics canvien la microestructura del material, amb la qual cosa les propietats macroscòpiques de l'acer també són alterades.
Els tractaments tèrmics que poden aplicar-se a l'acer sense canviar en la seva composició química són: 
- Tremp
- Reveniment
- Recuita
- Normalitzat

Els tractaments termoquímics són tractaments tèrmics en els quals, a més dels canvis en l'estructura de l'acer, també es produeixen canvis en la composició química de la capa superficial, afegint diferents productes químics fins a una profunditat determinada. Aquests tractaments requereixen l'ús d'escalfament i refredament controlats en atmosferes especials. Entre els objectius més comuns d'aquests tractaments estan augmentar la duresa superficial de les peces deixant el nucli més tou i tenaç, disminuir el fregament augmentant el poder lubrificant, augmentar la resistència al desgast, augmentar la resistència a fatiga o augmentar la resistència a la corrosió.
- Cementació (C): augmenta la duresa superficial d'una peça d'acer dolç, augmentant la concentració de carboni en la superfície. S'aconsegueix tenint en compte el mitjà o atmosfera que envolta el metall durant l'escalfament i refredament. El tractament aconsegueix augmentar el contingut de carboni de la zona perifèrica, obtenint després, per mitjà de temples i revenir, una gran duresa superficial, resistència al desgast i bona tenacitat en el nucli.
- Nitruració (N): igual que la cimentació, augmenta la duresa superficial, encara que ho fa en major mesura, incorporant nitrogen en la composició de la superfície de la peça. S'aconsegueix escalfant l'acer a temperatures compreses entre 400 i 525 °C, dins d'un corrent de gas amoníac, més nitrogen.
- Cianuració (C + N): enduriment superficial de petites peces d'acer. S'utilitzen banys amb cianur, carbonat i cianat sòdic. S'apliquen temperatures entre 760 i 950 °C.
- Carbonitruració (C + N): igual que la cianuració, introdueix carboni i nitrogen en una capa superficial, però amb hidrocarburs com metà, età o propà; amoníac (NH ₃) i monòxid de carboni (CO). En el procés calen temperatures de 650 a 850 °C i és necessari realitzar un temple i un revenir posterior.
- Sulfinització (S + N + C): augmenta la resistència al desgast per acció del sofre. El sofre es va incorporar al metall per escalfament a baixa temperatura (565 °C) en un bany de sals.

Entre els factors que afecten els processos de tractament tèrmic de l'acer es troben la temperatura i el temps durant el qual s'exposa a aquestes condicions al material. Un altre factor determinant és la forma en què l'acer torna a la temperatura ambient. El refredament del procés pot incloure la seva immersió en oli o l'ús de l'aire com refrigerant.
El mètode del tractament tèrmic, incloent-hi el seu refredament, influeix en què l'acer prengui les seves propietats comercials.
Segons aquest mètode, en alguns sistemes de classificació, se li assigna un prefix indicatiu del tipus. Per exemple, l'acer O-1, o A2, A6 (o S7), on la lletra "O" és indicatiu de l'ús d'oli (de l'anglès:oil quench), i "A" és la inicial d'aire; el prefix "S" és indicatiu que l'acer ha estat tractat i considerat resistent als cops (Shock resistant).

## Conformat

### Acer laminat
L'acer que s'utilitza per a la construcció d'estructures metàl·liques i obres públiques, s'obté a través de la laminació d'acer en una sèrie de perfils normalitzats d'acord amb les Normes Tècniques d'Edificació.
El procés de laminat consisteix a escalfar prèviament els lingots d'acer colat a una temperatura que permeti la deformació del lingot per un procés d'estirament i desbast que es produeix en una cadena de cilindres a pressió anomenat tren de laminació.
Aquests cilindres van formant el perfil desitjat fins a aconseguir les mesures que calguin. Les dimensions de l'acer que s'aconsegueix no tenen toleràncies molt ajustades i per això moltes vegades als productes laminats cal sotmetre'ls a fases de mecanitzat per ajustar la seva tolerància.

### Acer forjat

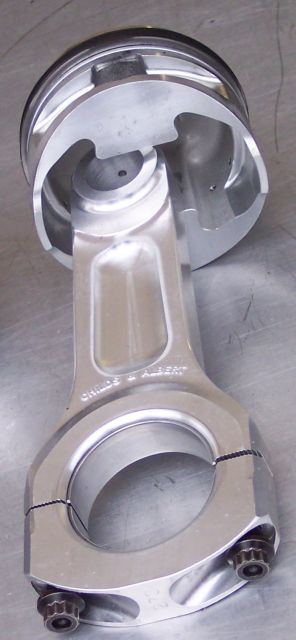
Biela motor d'acer forjat

La forja és el procés que modifica la forma dels metalls per deformació plàstica quan se sotmet l'acer a una pressió o a una sèrie continuada d'impactes. La forja generalment es realitza a altes temperatures perquè així es millora la qualitat metal·lúrgica i les propietats mecàniques de l'acer.
El sentit de la forja de peces d'acer és reduir al màxim possible la quantitat de material que ha d'esborrar de les peces en els seus processos de mecanitzat.
En la forja per estampació la fluència del material queda limitada a la cavitat de l'estampa, composta per dues matrius que tenen gravada la forma de la peça que es vol aconseguir.

### Acer corrugat
L'acer corrugat és una classe d'acer laminat usat especialment en construcció, per armar formigó armat, i fonamentacions d'obra civil i pública, es tracta de barres d'acer que presenten ressalts o corrugat que milloren l'adherència amb el formigó està dotat d'una gran ductilitat, la qual permet que a l'hora de tallar i plegar no pateixi danys, i té una gran soldabilitat, tot això perquè aquestes operacions resultin més segures i amb una menor despesa energètica.

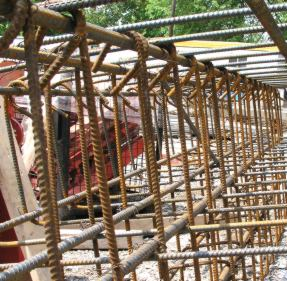
Malla d'acer corrugat

Les barres d'acer corrugat, estan normalitzades, per exemple a Espanya les regulen les normes (UNE 36068:1994 - UNE 36065:2000-UNE36811: 1996) 
Les barres d'acer corrugats es produeixen en una gamma de diàmetres que van de 6 a 40 mm, en la qual se cita la secció en cm2 que cada barra té així com el seu pes en kg.
Les barres inferiors o iguals a 16 mm de diàmetre es poden subministrar en barres o rotlles, per diàmetres superiors a 16 mm gairebé sempre es subministren en forma de barres.
Les barres de producte corrugat tenen unes característiques tècniques que han de complir, per assegurar el càlcul corresponent de les estructures de formigó armat. Entre les característiques tècniques destaquen les següents, totes elles es determinen mitjançant l'assaig de tracció: 
- Límit elàstic Re (Mpa)
- Càrrega unitària de trencament o resistència a la tracció Rm (MPa)
- Allargament de trencament A5 (%)
- Allargament sota càrrega màxima AGT (%)
- Relació entre càrregues Rm / Re

### Estampat de l'acer

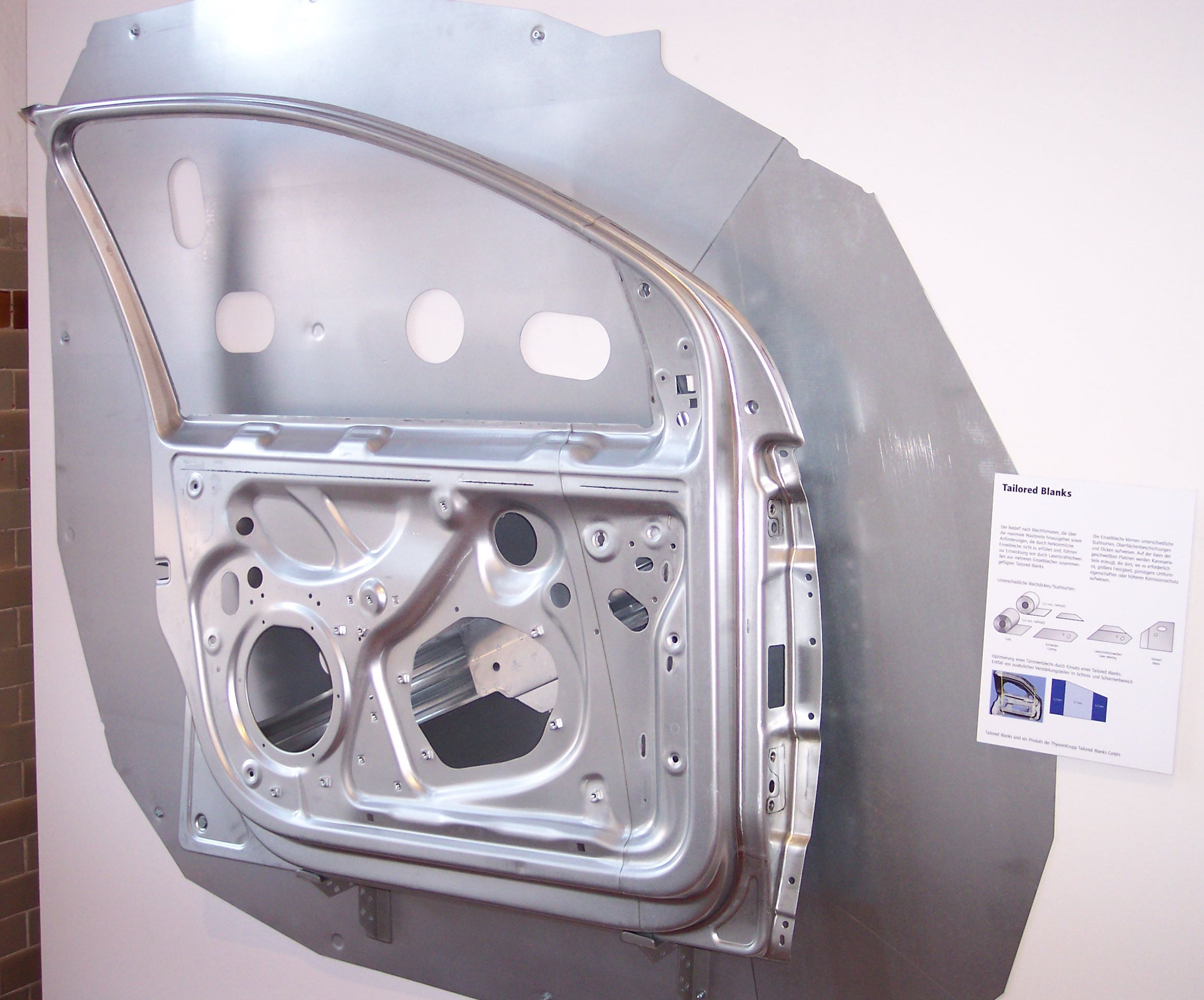
Porta automòbil encunyada i estampada

L'estampació de l'acer consisteix en un procés de mecanitzat sense arrencada de ferritja on a la planxa d'acer se la sotmet per mitjà de premses adequades a processos d'embotiment i estampació per a la consecució de determinades peces metàl·liques. Per fer-ho en les premses es col·loquen els motlles adequats.

### Encunyament de l'acer
L'encunyament de l'acer consisteix en un procés de mecanitzat sense arrencada de ferritja on es perforen tota mena de forats a la planxa d'acer per mitjà de premses d'impactes on tenen col·locats els seus respectius encunys i matrius.

### Mecanitzat tou

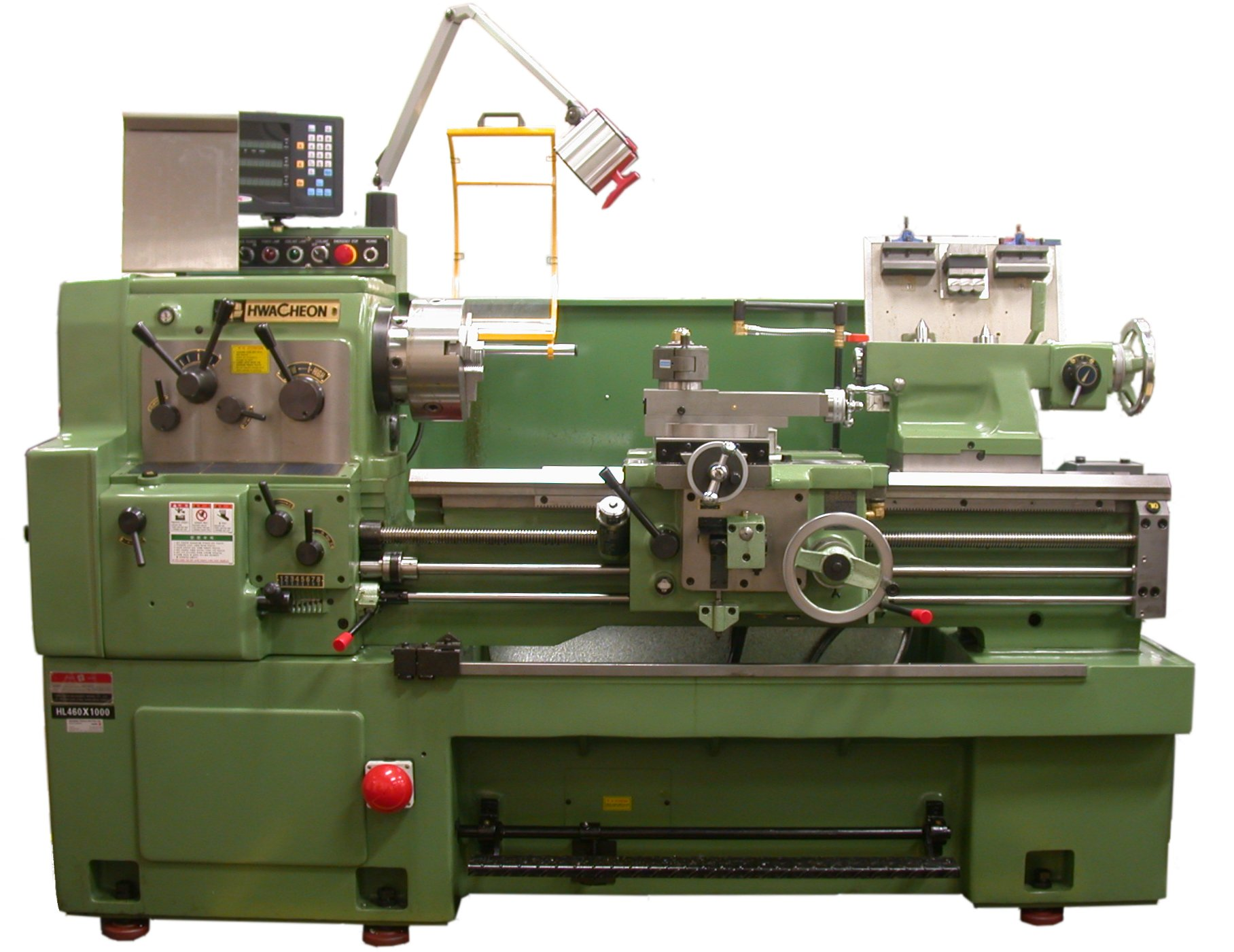
Torn paral·lel modern

Les peces d'acer permeten mecanitzar en processos d'arrencada d'encenalls en màquines-eines (trepant, torn, fresadora, centres de mecanitzat CNC, etc.). Després Enduriment per tractament tèrmic i acabar els mecanitzats per procediments abrasius en els diferents tipus de rectificadores que existeixen.

### Rectificat
El procés de rectificat permet obtenir molt bones qualitats d'acabat superficial i mesures amb toleràncies molt estretes, que són molt beneficioses per a la construcció de maquinària i equips de qualitat. Però la mida de la peça i la capacitat de desplaçament de la rectificadora poden presentar un obstacle.

### Mecanitzat dur
En ocasions especials, el tractament tèrmic de l'acer pot portar a terme abans del mecanitzat en processos d'arrencada d'encenalls, depenent del tipus d'acer i els requeriments que han de ser observats per determinada peça. Amb això, s'ha de prendre en compte que les eines necessàries per a aquests treballs han de ser molt forts per arribar a patir desgast precipitat en la seva vida útil. Aquestes ocasions peculiars, es poden presentar quan les toleràncies de fabricació són tan estrets que no es permeti la inducció de calor en tractament per arribar a alterar la geometria del treball, o també per causa de la mateixa composició del lot del material (per exemple, les peces s'estan encongint molt per ser tractades). A vegades és preferible el mecanitzat després del tractament tèrmic, ja que l'estabilitat òptima del material ha estat assolida i, depenent de la composició i el tractament, el mateix procés de mecanitzat no és molt més difícil.

### Mecanitzat per descàrrega elèctrica
En alguns processos de fabricació que es basen en la descàrrega elèctrica amb l'ús d'elèctrodes, la duresa de l'acer no fa una diferència notable.

### Trepant profund
En moltes situacions, la duresa de l'acer és determinant per un resultat exitós, com per exemple en el trepant profund al procurar que un forat mantingui la seva posició referent a l'eix de rotació de la broca de carbur. O per exemple, si l'acer ha estat endurit per ser tractat tèrmicament i per altra següent tractament tèrmic s'ha suavitzat, la consistència pot ser massa suau per beneficiar el procés, ja que la trajectòria de la broca tendirà a desviar.

### Doblegat
El doblegat l'acer que ha estat tractat tèrmicament no és molt recomanable, ja que el procés de doblegat en fred del material endurit és més difícil i el material molt probablement s'hagi tornat massa trencadís per ser doblat; el procés de doblat emprant torxes o altres mètodes per aplicar calor tampoc no és recomanable, ja que en tornar a aplicar calor al metall dur, la integritat d'aquest canvia i pot ser compromesa.

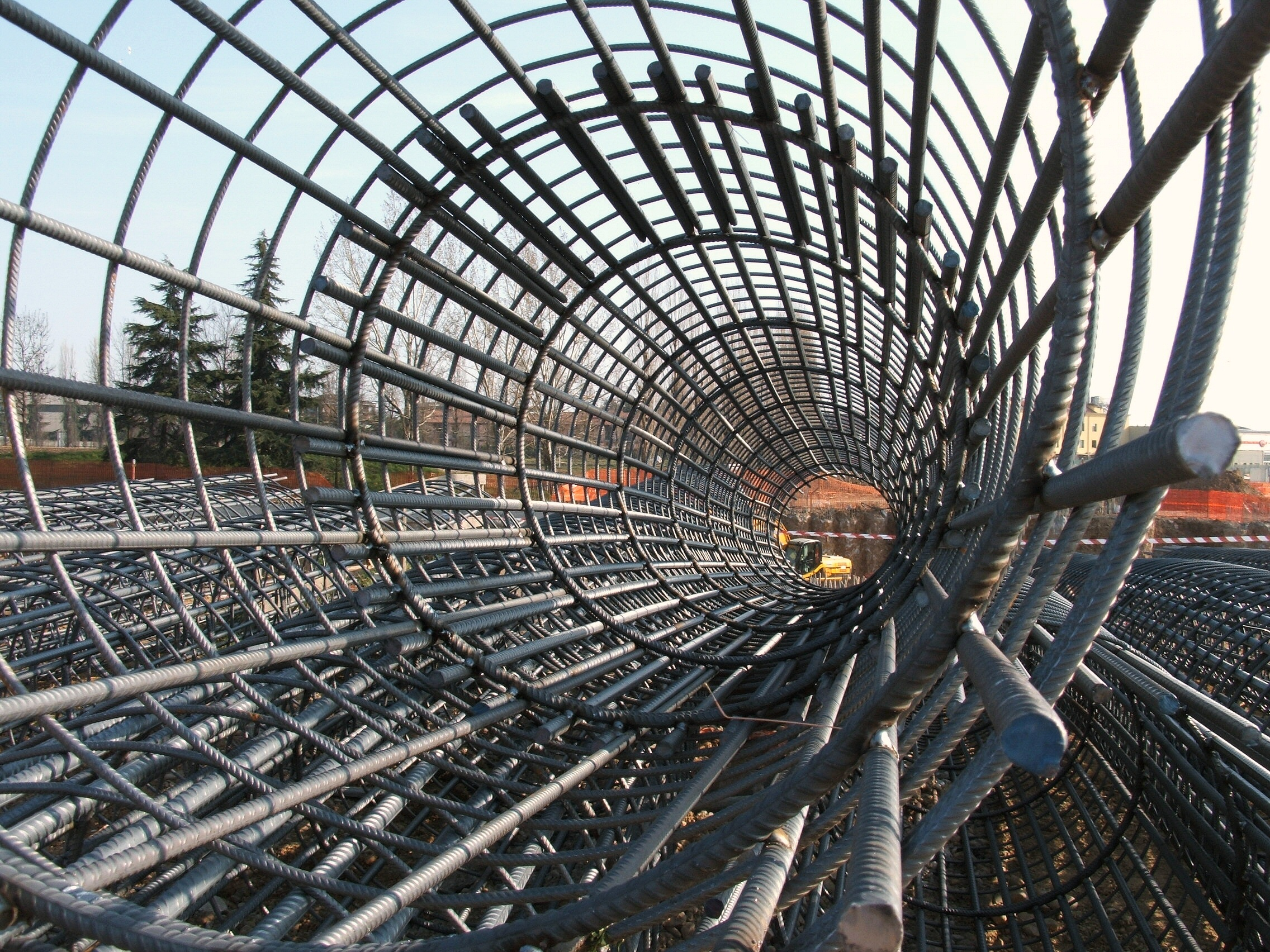
Armadura per a una pilar de secció circular.

### Perfils d'acer
Per al seu ús a la construcció, l'acer es distribueix en perfils metàl·lics, sent aquests de diferents característiques segons la seva forma i dimensions i havent-hi utilitzar específicament per a una funció concreta, ja siguin bigues o pilars.
Un tipus d'acer laminat que s'utilitza per a les estructures de formigó armat són barres de diferents diàmetres amb uns ressalts, que s'anomena acer corrugat.

## Aplicacions

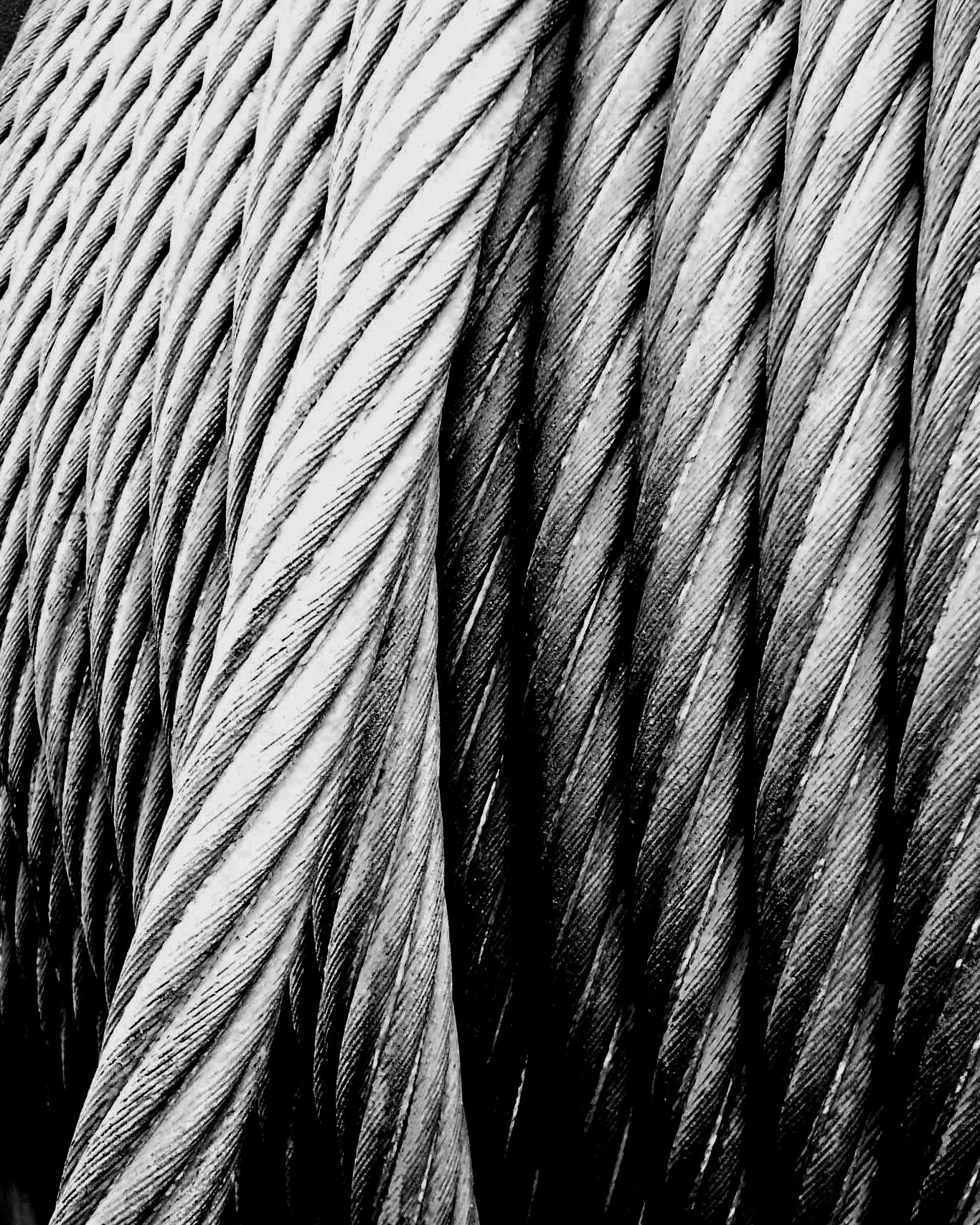
Bobina de cable d'acer trenat

L'acer en les seves diferents classes està present de manera aclaparadora en la nostra vida quotidiana en forma d'eines, estris, equips mecànics i formant part d'electrodomèstics i maquinària en general així com en les estructures dels habitatges que habitem i en la gran majoria dels edificis moderns. En aquest context hi ha la versió moderna de perfils d'acer anomenada Metalcón.
Els fabricants de mitjans de transport de mercaderies (camions) i els de maquinària agrícola són grans consumidors d'acer. També són grans consumidors d'acer les activitats constructores d'índole ferroviari des de la construcció d'infraestructures viàries així com la fabricació de tot tipus de material rodant. El mateix cal dir de la indústria fabricant d'armament, especialment la dedicada a construir armament pesant, vehicles blindats i cuirassats. També consumeixen molt acer els grans drassanes constructores de vaixells especialment petrolers, i gasista o altres vaixells cisterna. Com a consumidors destacats d'acer cal citar els fabricants d'automòbils perquè molts dels seus components significatius són d'acer. A tall d'exemple cal citar els següents components de l'automòbil que són d'acer: 
- Són d'acer forjat entre altres components: cigonyal, bieles, pinyons, eixos de transmissió de caixa de velocitats i braços d'articulació del Mecanisme de direcció.
- De xapa d'estampació són les portes i altres components de la carrosseria.
- D'acer laminat són els perfils que formen el bastidor.
- Són d'acer tots els molls que incorporen com per exemple; molls de vàlvules, de seients, de premsa d'embragatge, d'amortidors, etc.
- D'acer de gran qualitat són tots els rodaments que munten els automòbils.
- De xapa encunyada són les llandes de les rodes, excepte les d'alta gamma que són d'aliatges d'alumini.
- D'acer són tots els caragols i femelles.

Comercialment es presenta en forma de xapa i de perfils:
- Rodó
- Quadrat
- Platabanda
- Passamà
- Perfils normalitzats en I o doble T d'ales estretes IPN, IPE o d'ala ampla (HEB, HEA, HEM)
- Perfils de secció angular (LPN)
- Perfils de secció en T (TPN)

obtinguts per laminació en calent. Compleixen la normativa actual "UNE 10 025".
També s'utilitzen perfils conformats plegant-los, en calent o en fred a partir de xapa laminada. En aquests casos hi ha també normatives estrictes de fabricació: UNE EN 10 210, 10219.
Cal destacar que quan el cotxe passa a desballestament per la seva antiguitat i deteriorament se separen totes les peces d'acer, són convertides en ferralla i són reciclats de nou en acer mitjançant forns elèctrics i trens de laminació o peces de fosa de ferro.

## Característiques tècniques
Són molt constants i permeten al projectista de conèixer la resposta dels productes siderúrgics d'una manera fiable. A tall d'exemple l'acer de denominació S275JR té una tensió mínima garantida quan està en el seu límit elàstic de 275 N/mm2 i quan es trenca, de 410 N/mm2.
Són característiques comunes de tots els acers:
- Mòdul d'elasticitat: 210.000 N/mm²
- Mòdul de rigidesa: 81.000 N/mm²
- Coeficient de Poisson: 0,3
- Coeficient de dilatació tèrmica: α 1,2•10-5 (°C)-1
- Densitat: ρ 7.850 kg/m³

## Assaigs mecànics de l'acer
Quan un tècnic projecta una estructura metàl·lica, dissenya una eina o una màquina, defineix les qualitats i prestacions que han de tenir els materials constituents. Com que hi ha molts tipus d'acers diferents i, a més, es poden variar les seves prestacions amb tractaments tèrmics, s'estableixen una sèrie d'assaigs mecànics per verificar principalment la duresa superficial, la resistència als diferents esforços que pugui estar sotmès, el grau d'acabat del mecanitzat o la presència d'esquerdes internes en el material, cosa que afecta directament al material, ja que es poden produir fractures o fins trencaments.
Hi ha dues menes d'assaigs: assajos destructius i no destructius.

### Assaigs no destructius

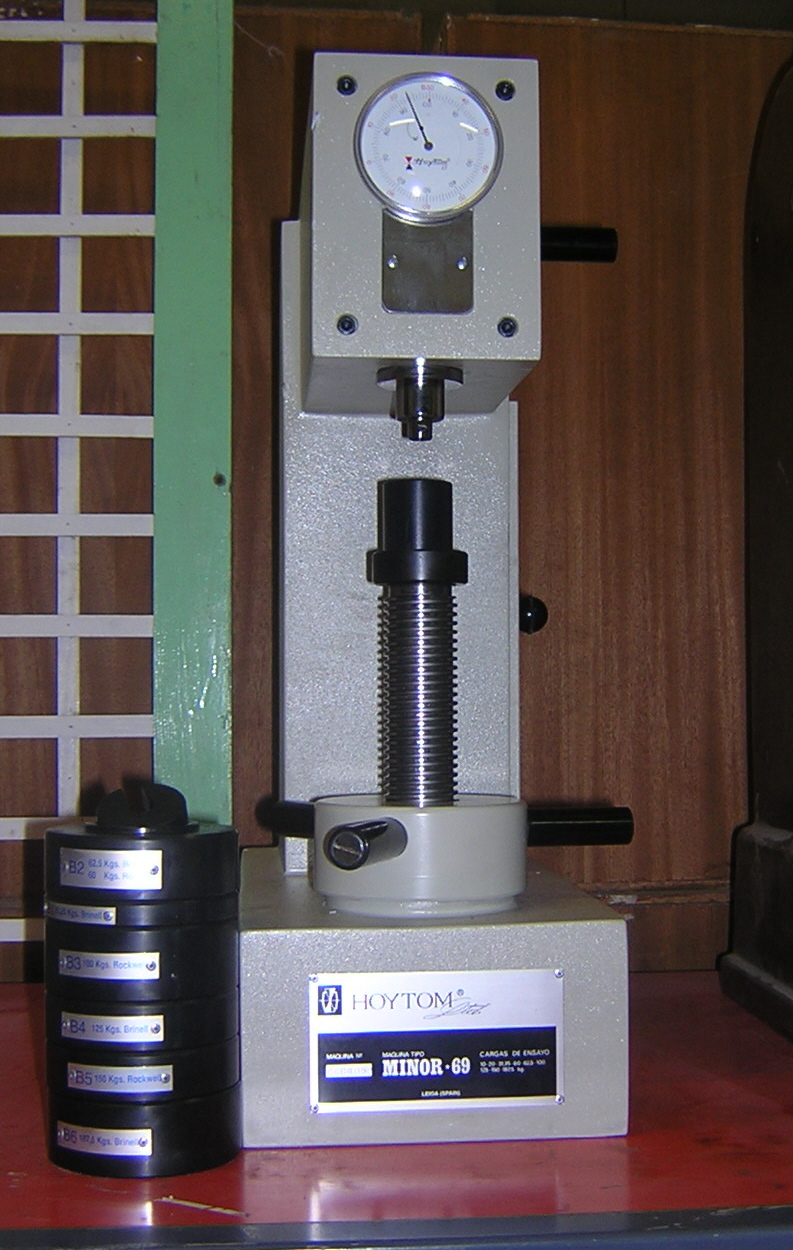
Duròmetre.

- Assaig microscòpic i rugositat superficial. Microscopis i rugosímetres.
- Assajos per ultrasons.
- Assajos per líquids penetrants.
- Assaigs per partícules magnètiques.

### Assaigs destructius

Corba de l'assaig de tracció.

- Assaig de tracció amb proveta normalitzada.
- Assaig de resiliència.
- Assaig de compressió amb proveta normalitzada.
- Assaig de cisallament.
- Assaig de flexió.
- Assaig de torsió.
- Assaig de plegat.
- Assaig de fatiga.
- Assaig de duresa (Brinell, Rockwell, Vickers). Mitjançant duròmetres.

Tots els acers tenen estandarditzats els valors de referència de cada tipus d'assaig al qual se li sotmet.

## Producció i consum d'acer

### Evolució del consum mundial d'acer (2005)
El consum mundial de productes d'acer acabats el 2005 va registrar un augment d'aproximadament un 6% i supera actualment els mil milions de tones. L'evolució del consum aparent resulta summament dispar entre les principals regions geogràfiques. El consum aparent, exclosa la Xina, va experimentar una caiguda de l'1,0% deguda, fonamentalment, a la notable disminució observada a Europa (EU25) i Amèrica del Nord. Xina, per contra, va registrar un increment del consum aparent del 23% i representa en l'actualitat pràcticament un 32% de la demanda mundial d'acer. A Europa (UE25) i Amèrica del Nord, després d'un any 2004 marcat per un augment significatiu dels estocs motivat per les previsions d'increment de preus, l'exercici 2005 es va caracteritzar per un fenomen de reducció d'estocs, registrant-la següent evolució: -6% a Europa (UE25), -7% a Amèrica del Nord, 0,0% a Sud-amèrica, +5% en CEI, +5% a Àsia (exclosa la Xina), +3% a l'Orient Mitjà.

### Producció mundial d'acer (2005)
La distribució de la producció d'acer en 2005 va ser la següent segons xifres estimades per l'International Iron and Steel Institute(IISI) el gener de 2006:
| Europa - UE-25 - UE-15 - CEI                                                                                   | 331 186 115 113 |
| Norteamèrica i Centroamèrica - EUA                                                                             | 134 99,7        |
| Sud-amèrica - Brasil                                                                                           | 45 32,9         |
| Àsia - Xina - Japó                                                                                             | 508 280 112     |
| Reste del món                                                                                                  | 39,3            |
| - Dades en milions de tones. - La CEI es compon de Rússia, Ucraïna, Belarús, Moldàvia, Kazakhstan i Uzbekistan |                 |

La producció mundial d'acer brut el 2005 va ascendir a 1.129,4 milions de tones, el que suposa un increment del 5,9% respecte al 2004. Aquesta evolució va resultar dispar en les diferents regions geogràfiques. L'augment registrat es deu fonamentalment a les empreses siderúrgiques xineses, la producció es va incrementar en un 24,6%, situant-se en 349,4 milions de tones, el que representa el 31% de la producció mundial, enfront del 26,3% en 2004. Es va observar també un increment, encara que més moderat, a l'Índia (+16,7%). Àsia produeix actualment la meitat de l'acer mundial, malgrat que la contribució japonesa s'ha mantingut estable. Paral·lelament, el volum de producció de les empreses siderúrgica europees i nord-americanes es va reduir en un 3,6% i un 5,3% respectivament.

### Principals fabricants mundials d'acer
World Steel Dynamics qualifica tretze siderúrgiques com «Companyies Acereres de Classe Mundial», d'un total considerat de 70 companyies. Les tretze millors catalogades són les següents: 
| - Grup Celsa - Nucor | - Corus - Gerdau - Baosteel | - USSteel - ArcelorMittal - Thyssen / Krupp | - Severstal - China Steel - Nippon Steel | - Tata Steel - Posco |

### Pèrdues econòmiques el 2009
El març del 2009, durant la crisi econòmica de 2008-2009, la producció de l'acer va descendir significativament a tots els mercats. A Europa el descens va ser de 44% i als Estats Units d'un 52%. Gairebé totes les empreses siderúrgiques han pronosticat pèrdues, incloses les xineses que havien augmentat la seva producció a principis de 2009. Una de les raons és la sobreproducció de les siderúrgiques a causa de l'anunci de l'estímul xinès, donant lloc a estocs en les indústries. Als Estats Units la poca demanda d'acer és acusat a causa de la disminució en les vendes del sector de l'automòbil.
L'Associació Mundial de l'Acer, va pronosticar una caiguda de 14,9% en la producció mundial d'acer, amb una possible recuperació el 2010.

## Reciclatge de l'acer

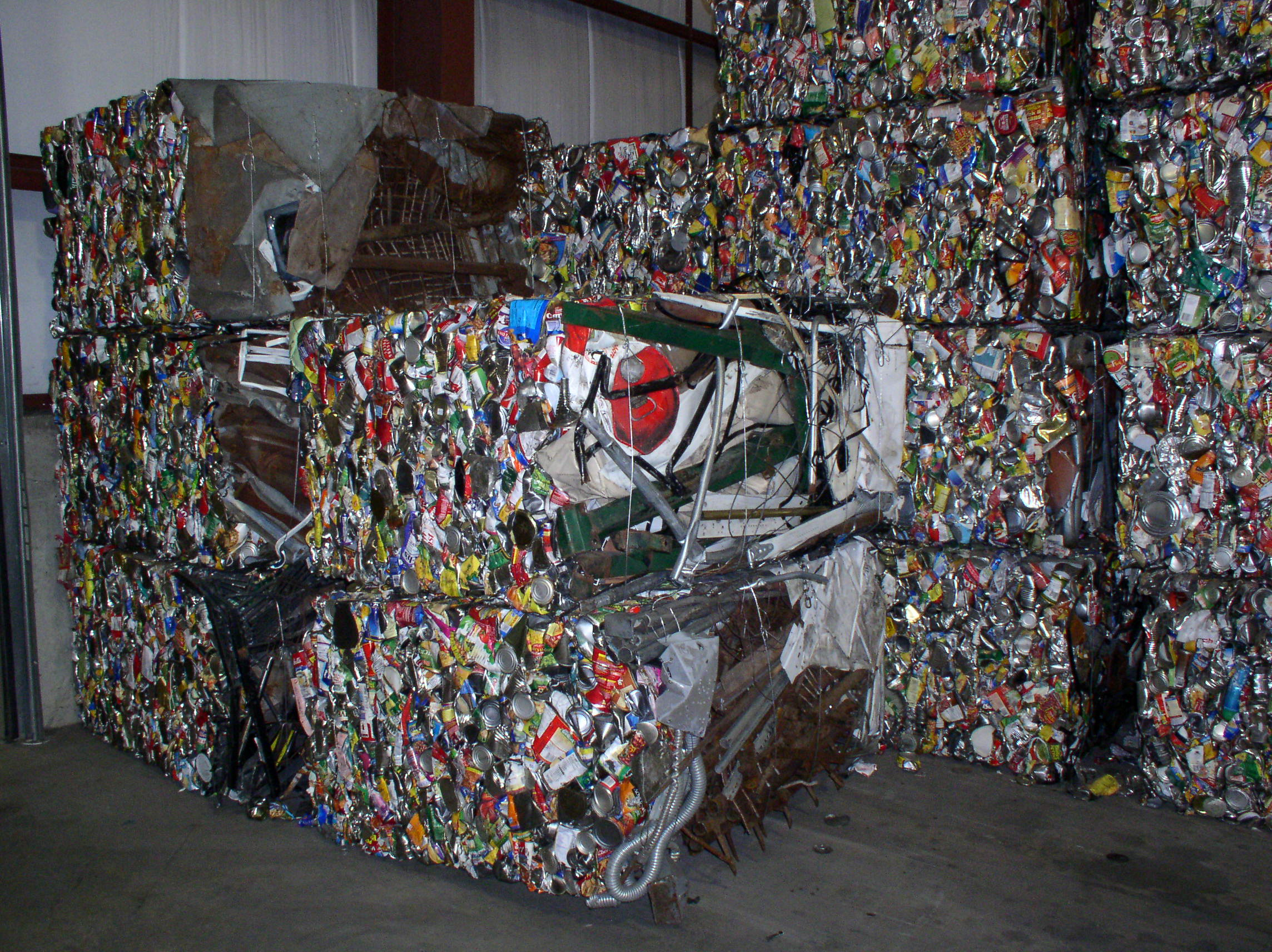
Compactes de ferralla a les instal·lacions Central European Waste Management.

Tots els metalls, i l'acer entre ells, tenen una propietat que des del punt de vista mediambiental és molt bona: poden ser reciclats un cop que el seu ús inicial ha arribat al seu terme 
D'aquesta manera totes les màquines, estructures, vaixells, automòbils, trens, etc., es desballesten al final de la seva vida útil i se separen els diferents materials que els componen, originant uns residus seleccionats que es coneixen amb el nom de ferralla.
Aquesta ferralla es premsa i es fan grans compactes a les zones de desguàs que s'envien novament a les foneries, on s'aconsegueixen de nou nous productes siderúrgics. S'estima que la ferralla reciclada cobreix el 40% de les necessitats mundials d'acer (xifra de 2006).
L'acer es pot obtenir a partir de mineral (cicle integral) en instal·lacions que disposen d'Alts Forns o partint de ferralles fèrriques (cicle electrosiderúrgic) en Forns Elèctrics.
Les ferralles seleccionades contingudes en la cistella de càrrega s'introdueixen en el forn elèctric per la seva part superior, en unió d'agents reactius i escorificants, desplaçant la volta giratòria d'aquest. Es fon la ferralla d'una o diverses càrregues per mitjà de corrent elèctric fins a completar la capacitat del forn. Aquest acer és el que va a constituir una colada. S'analitza el bany fos i es procedeix a un primer afin per eliminar impureses, fent un primer ajustament de la composició química per addició de ferroaliatges que contenen els elements necessaris.

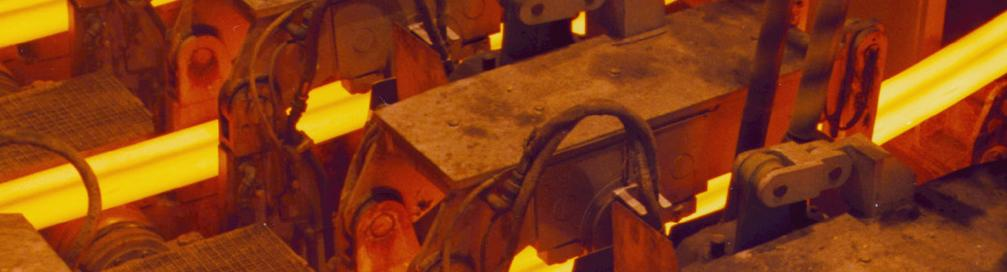
Colada contínua d'una acereries.

L'acer líquid obtingut es bolca en un recipient revestit de material refractari, anomenat cullera de colada. Aquest recipient fa de cuba d'un segon forn de afin denominat (forn cullera) en el qual s'acaba de purificar l'acer, s'ajusta la seva composició química i s'escalfa a la temperatura adequada.
La cullera es porta sobre una màquina de colada contínua, a l'artesa receptora aboca (cola) l'acer fos per l'orifici del fons o Buza. L'artesa el distribueix en diverses línies, cadascuna amb el seu motlle o lingotera, on es refreda de forma controlada per formar les palanquilles, que són els semiproductes de secció rectangular que se sotmetran a les operacions de forja i conformació subsegüents.
En tot el procés de reciclat cal respectar les normes sobre prevenció de riscos laborals i les de caràcter mediambiental. En ser molt alt el consum d'electricitat, el funcionament del forn de fondre s'ha de programar per al moment que la demanda d'electricitat és menor. D'altra banda, a l'entrada dels camions que transporten la ferralla a les indústries de reciclatge ha d'haver-hi detectors de radioactivitat, així com en diferents fases del procés.
El comerç de ferralla és un bon negoci que subministra materials de segona mà per a la seva reutilització o reciclatge. La ferralla és un recurs important, sobretot perquè retalla la despesa de matèries primeres i la d'energia emprada en processos com la fabricació de l'acer.
L'any 2006, a causa del gran expansió i gran demanda en el procés constructiu en edificació, el preu de l'acer s'incrementa considerablement, suposant el cost de la ferralla d'acer a un 20% del preu de mercat.
Com a precaució general en el maneig de ferralla cal prendre les mesures oportunes per a no patir talls que provoquin ferides, ja que és altament infecciosa, produint la infecció del tètanus, per això el personal que maneja ferralla ha d'estar sempre vacunat contra aquesta infecció i així minimitzar els riscos de la infecció, ja que el tètanus és una malaltia amb un elevat índex de mortalitat. Qualsevol persona que pateixi un tall amb un element d'acer, d'acudir a un centre mèdic perquè el vacuna contra el tètanus.